# Camera obscura

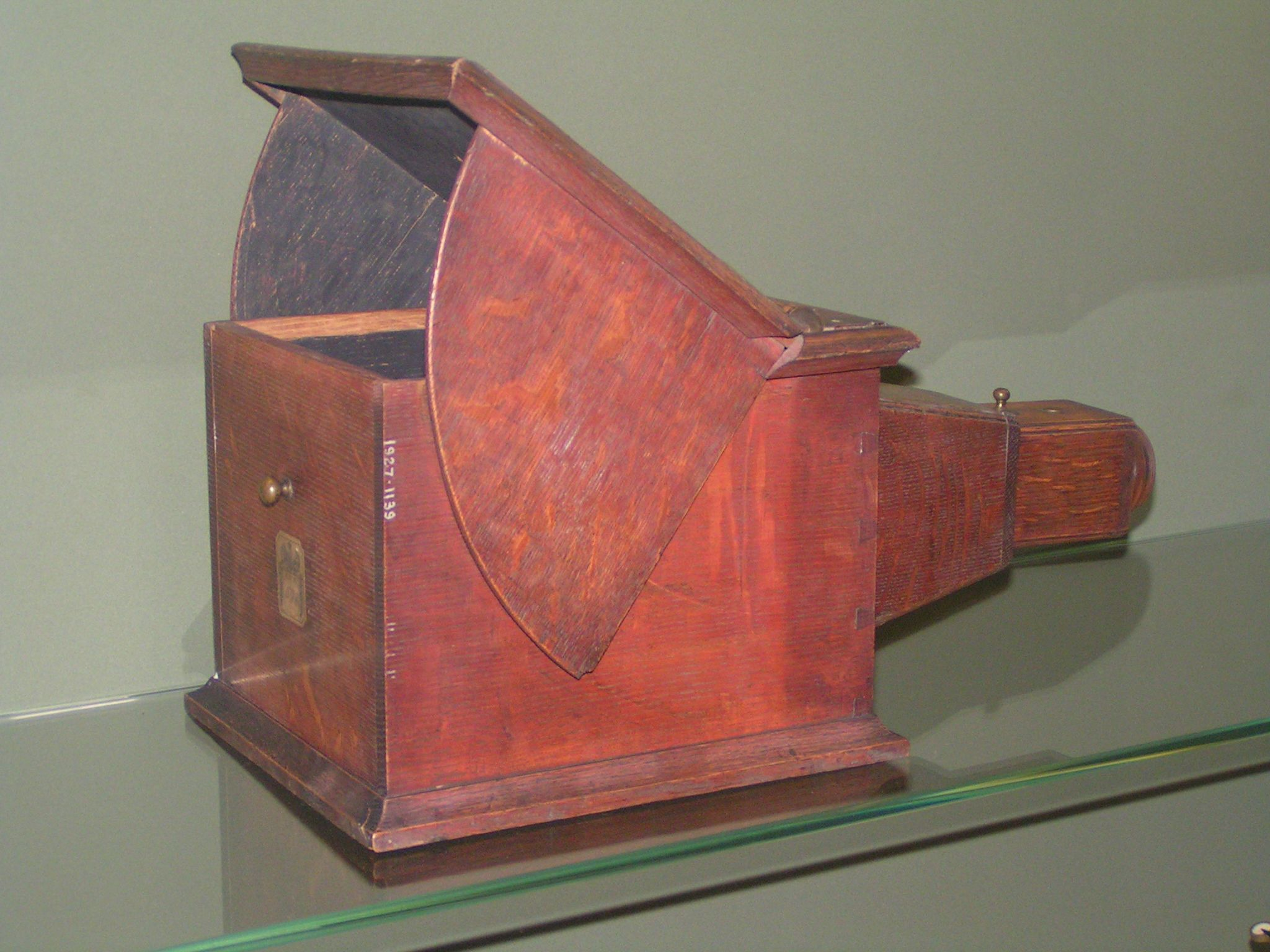
Camera obscura

Camera obscura (łac. ciemna komnata) – prosty przyrząd optyczny pozwalający uzyskać rzeczywisty obraz. Pierwowzór aparatu fotograficznego.
Camera obscura bywa nazywana również ciemnią optyczną lub kamerą otworkową.

## Budowa i zasada działania

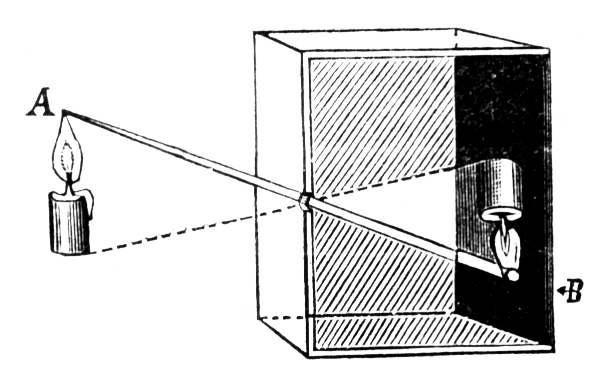
Schemat działania camera obscura

Urządzenie to zbudowane jest z poczernionego wewnątrz pudełka (dla zredukowania odbić światła). Na jednej ściance znajduje się niewielki otwór (średnicy 0,3–1 milimetra zależnie od wielkości kamery) spełniający rolę obiektywu, a na drugiej matowa szyba (matówka) lub kalka techniczna. Promienie światła wpadające przez otwór tworzą na matówce odwrócony i pomniejszony (lub powiększony) obraz. Wstawiając w miejsce matówki błonę fotograficzną można otrzymać zdjęcie.
Obraz otrzymany za pomocą camera obscura posiada następujące cechy: miękkość, łagodne kontrasty, rozmycie, nieskończoną głębię ostrości oraz zupełny brak dystorsji, a wykonany na materiale barwnym – pastelową kolorystykę. Z uwagi na te cechy obrazu camera obscura bywa do dzisiaj wykorzystywana w fotografii artystycznej.

## Historia
Początków tego urządzenia można się doszukiwać w starożytnej Grecji. Arystoteles, podczas częściowego zaćmienia Słońca, zaobserwował obraz tworzony na ziemi przez promienie przechodzące między liśćmi drzewa. Euklides w swojej Optyce opisywał prostoliniowe rozchodzenie się światła i możliwość powstawania obrazu po przejściu promieni słonecznych przez niewielki otwór. Obserwacje prowadzone z użyciem tego prostego instrumentu optycznego były prowadzone przez starożytnych Chińczyków, Greków i Arabów. Jednak pierwszy znany nam naukowy opis ciemni optycznej znajduje się w rękopisach (pochodzących najprawdopodobniej z 1020 roku) arabskiego matematyka Alhazena (Hasana) z Basry. Najsłynniejszą pracą z około stu, jakie po nim pozostały, był traktat o optyce Kitab-al-Manadhirn. Księga wydana po łacinie w średniowieczu wywarła wielki wpływ na naukę, szczególnie na prace Rogera Bacona i Johannesa Keplera. 

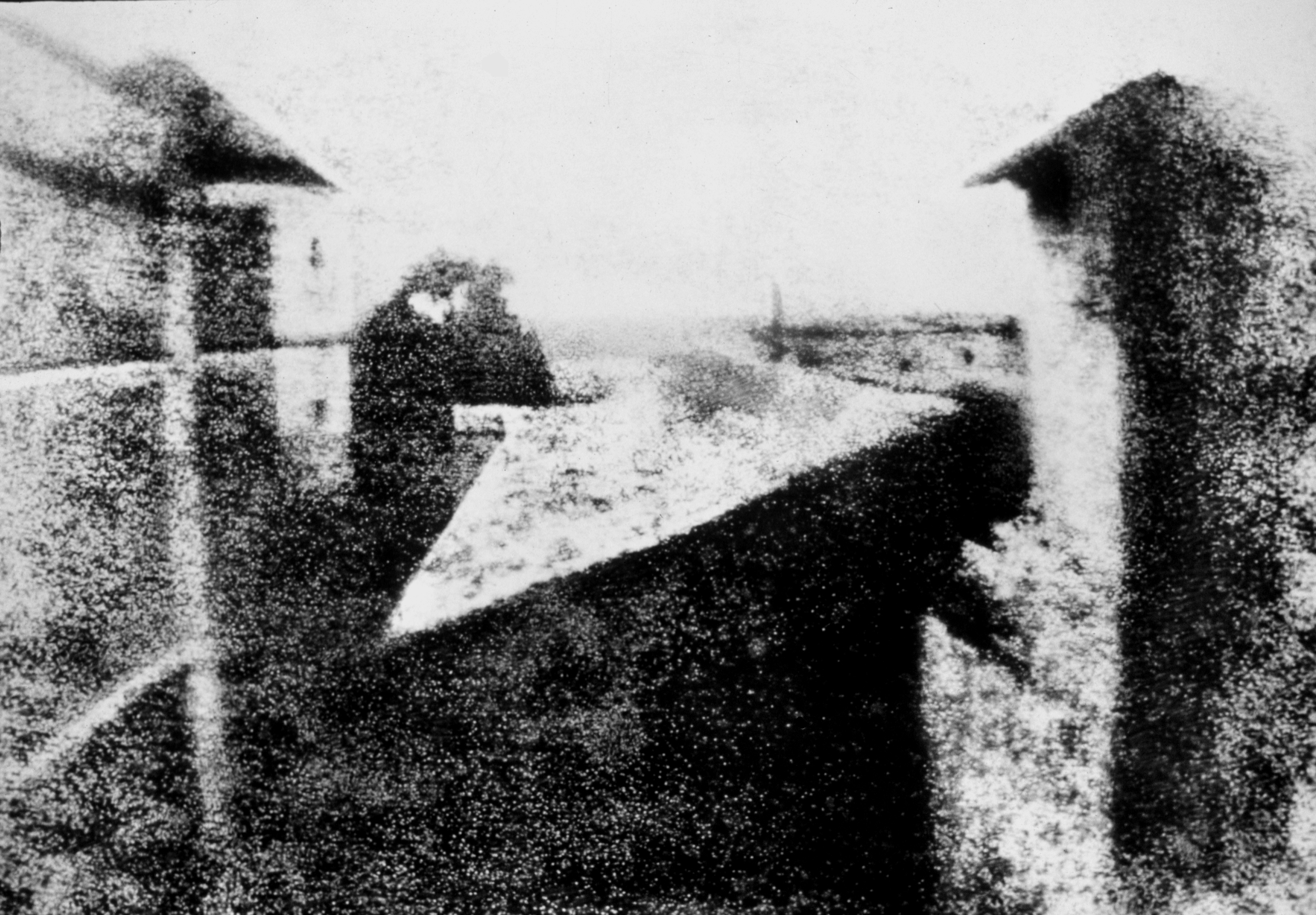
Pierwsza trwała fotografia wykonana przy użyciu camery obscura

Ciemnia optyczna służyła astronomom do obserwacji rocznych torów, po jakich porusza się słońce, plam słonecznych i księżyca. Służyła też jako pomoc przy wykonywaniu rysunków. Była wykorzystywana przez artystów malarzy, między innymi Leonardo da Vinci i Bernardo Bellotto, jako narzędzie pomocne przy określaniu np. perspektywy.
Przez analogię z powstawaniem obrazu w kamerze otworkowej Roger Bacon wyjaśnił sposób powstawania obrazu w oku.
W 2007 roku Jarosław Włodarczyk opublikował w czasopiśmie Journal for the History of Astronomy hipotezę stosowania ciemni optycznej do obserwacji zaćmień słońca przez Mikołaja Kopernika. Włodarczyk porównał wyniki uzyskane przez Kopernika z wyliczonymi współcześnie maksymalnymi fazami zaćmień słońca we Fromborku. Różnice pomiędzy nimi mogły wynikać z błędów, powodowanych przez camera obscura.
W 1550 roku Girolamo Cardano zastąpił otwór pojedynczą soczewką skupiającą. W 1569 roku wenecjanin Daniello Barbaro opisał w swoim dziele La practica della perspectiva zasadę działania przesłony.
Johann Wolfgang Goethe przy pomocy camera obscura utrwalał widoki ze swoich podróży.